# ۱٬۱٬۲-تری‌کلرو-۲٬۲٬۱-تری‌فلورواتان
۱،۱،۲-تری‌کلرو-۲،۲،۱-تری‌فلورواتان (به انگلیسی: 1,1,2-Trichloro-1,2,2-trifluoroethane) با فرمول شیمیایی C2Cl3F3 یک ترکیب شیمیایی با شناسه پاب‌کم 6428 است. که جرم مولی آن 187.376 می‌باشد. 